# 阿拉尔德尔雷
阿拉尔德尔雷，是西班牙卡斯蒂利亚-莱昂帕伦西亚省的一个市镇。 总面积58平方公里，总人口1223人（2001年），人口密度21人/平方公里。